# Bråta göl, Småland
Bråta göl är en sjö i Lessebo kommun i Småland och ingår i Ronnebyåns huvudavrinningsområde.